# Noel Chavasse

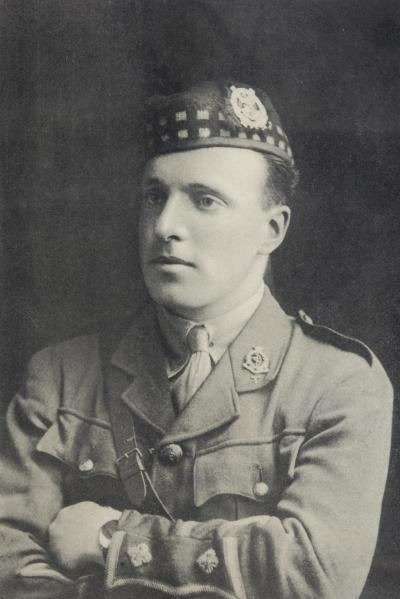
Noel Chavasse

Noel Godfrey Chavasse VC&Bar, MC Oxford, 9 november 1884 – Vlamertinge, 4 augustus 1917) was arts en Kapitein bij het Britse Royal Army Medical Corps en een van de drie militairen die tweemaal het Victoria Cross ontvingen.

## Jeugd en opleiding
Noel Chavasse was de jongste van een tweeling. Zijn broer Christopher was 20 minuten eerder ter wereld gekomen. Zij waren het tweede en derde kind van Francis (Bisschop van Liverpool) en Edith Jane Chavasse. De tweeling was zwak en hun doop werd daarom uitgesteld tot 29 december 1884. Tijdens hun eerste levensjaar werden ze getroffen door tyfus.
Chavasse groeide op in Oxford totdat zijn vader in maart 1900 aangesteld werd als Anglicaans bisschop in Liverpool. Daar liep hij samen met zijn broer school in het Liverpool College waar hij uitblonk in sport. Zijn studie verliep aanvankelijk wat moeizamer dan van zijn broer maar in 1904 werden zij toegelaten tot de Universiteit van Oxford. Na deze studies die hij in 1907 met succes beëindigde volgde hij daar de opleiding als arts. De tweeling was ook succesvol in hun favoriete sport, het rugby. Zij werden geselecteerd voor de voorrondes van de Olympische Spelen van Londen in 1908 voor de 400 m, maar hun tijden waren niet scherp genoeg voor hun deelname.

## Professionele carrière
In 1909 volgde Noel Chavasse bij het Oxford University Officer Training Corps   ook een medische opleiding. Dit was de eerste stap in zijn militaire carrière. Na deze studies keerde hij terug naar Liverpool om zich te vervolmaken in bijkomende specialiteiten zoals de behandeling van ontstekingen, vaccinatiemethodes, orthopedie, operaties enz... Later vervolmaakte hij ook nog de opleiding in de pathologie en de bacteriologie. Al deze disciplines zouden hem later van nut zijn in de oorlog. Hij deed zijn stage in een ziekenhuis in Dublin en ondervond zo de verschillen tussen Ieren en Engelsen. In 1912 legde hij met succes zijn eindexamen af en vestigde zich als arts in het Royal Southern Hospital in Liverpool. In 1913 werd hij assistent bij zijn vroegere leermeester Robert Jones, een autoriteit in de orthopedie. In deze stad kreeg hij de kans in deze discipline ervaring op te doen door het behandelen van de vele lichamelijke gebreken, die bij de armere bevolking vaak voorkwamen.

## Militaire carrière en onderscheidingen
In 1913 kreeg hij via het hospitaal opnieuw belangstelling voor het leger en werd hij Luitenant-Chirurg in het 10th Battalion van het King's Liverpool Scottish Regiment. In dit regiment sloot hij zich aan bij de Territoriale eenheid waar hij ten volle zijn burgerlijke en militaire plichten kon vervullen.
Na de oorlogsverklaring op 4 augustus 1914 kreeg hij met de Liverpool Scottish een training met het oog op de inzet aan het front. Op 3 november landde hij in Le Havre waarna zijn eenheid verder reisde naar Blendecques voor een laatste opleiding. Zijn regiment werd in juni 1915 ingezet ter hoogte van Hooge bij Zillebeke. Wegens zijn onvermoeibare inzet aldaar, bij het evacueren en verzorgen van gewonden, werd hem het Military Cross toegekend. In april van dat jaar was hij reeds bevorderd tot Kapitein en in november werd hij vermeld in Mentioned in Despatches. (dit is een voorwaarde om in aanmerking te komen voor een ereteken).
In augustus van 1916 nam Noel Chavasse in Guillemont deel aan de Slag aan de Somme. Hierbij werd hij licht gewond door een schrapnel. Ondanks het bevel om niet terug te gaan naar de loopgraven, trok hij toch het niemandsland in op zoek naar gewonden. Hij negeerde de beschietingen en redde aldus menig soldaat het leven. Hiervoor werd hem op 26 oktober 1916 zijn eerste Victoria Cross uitgereikt.
In de zomer van 1917 werd zijn regiment ingezet tijdens de Slag om Passendale. Ook hier werd hij gewond door een granaatsplinter, deze keer aan het hoofd. Na verzorging nam hij terug zijn plaats in de veldhulppost in waar hij samen met een gevangen Duitse arts onophoudelijk gewonden verzorgde.  
Toen hij 's anderendaags op 1 augustus andermaal gewond werd moest hij normaal het slagveld verlaten. Ook dan weigerde hij en bleef verder de gewonden verzorgen, ondanks hevig pijnen. Op 2 augustus viel een granaat in de hulppost waarbij zijn helper dodelijk gewond werd en Chavasse een zware verwonding opliep in de buik. Omdat hij een veiliger plaats wou opzoeken sleepte hij zich naar het Wieltje vanwaar hij naar een veldhospitaal in Brandhoek werd getransporteerd. Daar werd hij succesvol geopereerd maar, omdat hij te veel verzwakt was, overleed hij twee dagen later op 4 augustus 1917. Voor zijn inzet tijdens deze eerste dagen van de Derde Slag om Ieper kreeg hij zijn tweede Victoria Cross postuum toegekend. Hiermee werd hij een van de drie militairen die tweemaal deze hoogste Britse onderscheiding kregen.

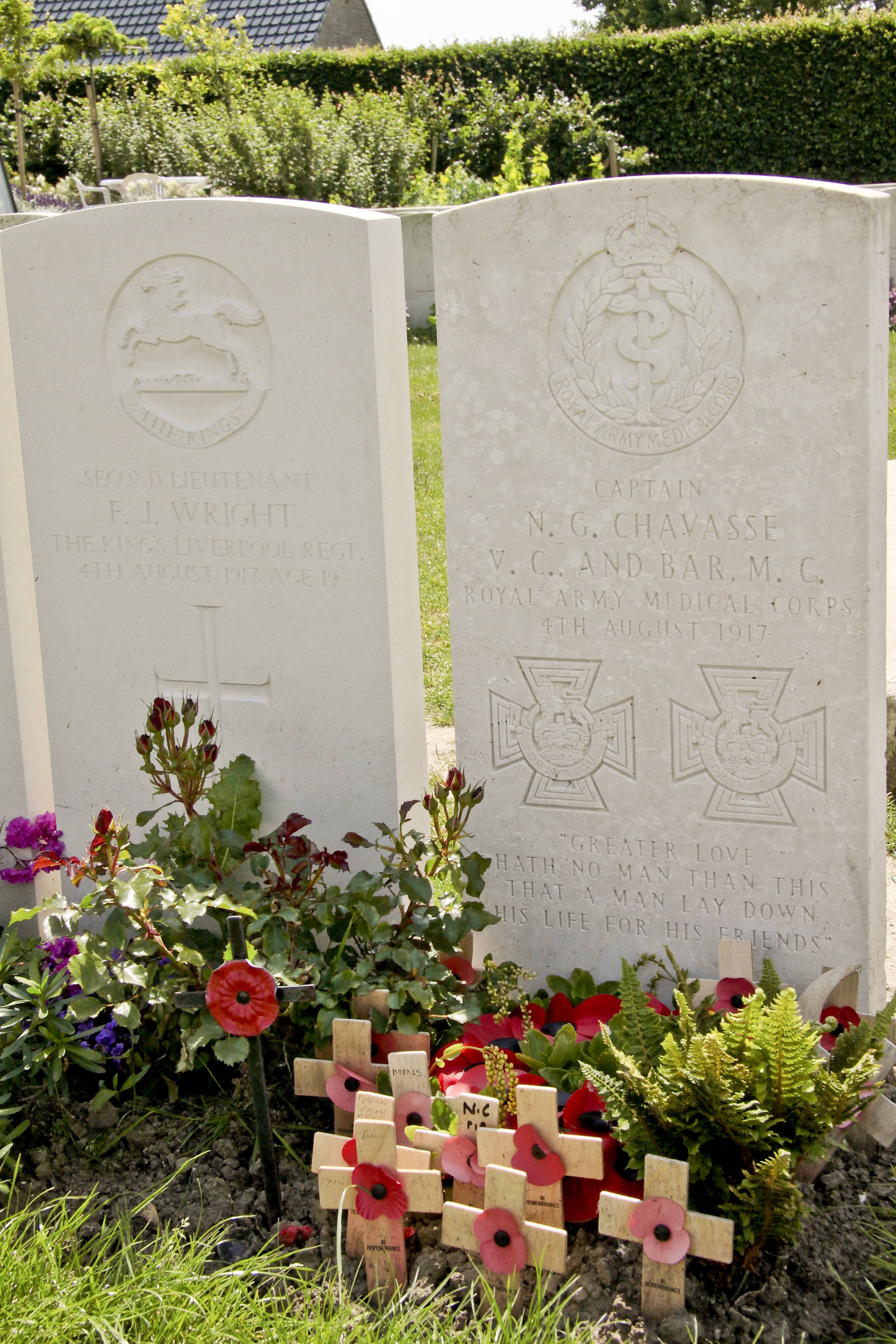
Graf van Noel Chavasse

Noel Chavasse werd enorm gerespecteerd wegens zijn onuitputtelijke energie en blijvende inzet bij het in veiligheid brengen en verzorgen van gewonden. 
Hij werd begraven op de Brandhoek New Military Cemetery.

## Herdenking
- Er werd een monument opgericht aan de kerk van Brandhoek.[2]
- In het Army Medical Services Museum[3] staat het Noel Chavasse Memorial. Dit is een kunstwerk dat de redding van een gewonde soldaat uitbeeldt.